# Слобода (Перцевское муниципальное образование)
Слобода́ — деревня, административный центр Перцевского муниципального образования и Перцевского сельсовета в Грязовецком районе Вологодской области России.

## География
Слобода расположена в 8 км севернее райцентра Грязовец и в 32 км южнее Вологды, высота над уровнем моря 140 м. Ближайшие населённые пункты: Калинкино в 0,3 км на запад, Пузово в 1,5 км на север, Волково в 1 км на восток и Камешник в 2 км на юг. Ближайшая железнодорожная станция — разъезд Мясниковка Вологодского отделения Северной железной дороги — в 1,5 км.

## Население
| 2002 | 2010  |
| ---- | ----- |
| 1209 | ↘1159 |

По переписи 2002 года преобладающая национальность — русские (98 %).

## Инфраструктура
В деревне действует средняя школа, отделения Сбербанка и Россельхозбанка, почта. Экономика представлена племенным заводом «Заря»